# Vojko Stopar
Vojko Stopar, slovenski politik, * 1953, Ljubljana.
Med 1. majem 2002  in 3. decembrom 2004 je bil državni sekretar Republike Slovenije na Ministrstvu za kulturo Republike Slovenije.
Trenutno je generalni direktor Direktorata za medije na Ministrstvu za kulturo.